# Tac (Unix)
tac (перевернене cat) — команда з пакету програм GNU coreutils, що виводить у стандартний потік виводу (stdout) рядки вказаних файлів в зворотному порядку.

## Приклад використання
У наведеному нижче прикладі виводиться вміст текстового файлу test.txt спочатку з першого рядка по останній, а потім навпаки:
```
user@host:~$ cat test.txt
First line: foo
Second line: bar
user@host:~$ tac test.txt
Second line: bar
First line: foo
```

## Сумісність
У операційних системах на основі BSD (наприклад, FreeBSD) еквівалетною командою є tail -r.